# Chamaeza meruloides
Il tordo formichiero di Such o formicario di Such (Chamaeza meruloides Vigors, 1825) è un uccello passeriforme della famiglia Formicariidae.

## Etimologia
Il nome scientifico della specie, meruloides, deriva dall'unione della parola latina merula ("merlo") con l'aggiunta del suffisso di origine greca -οιδης (-oidēs, "simile a"), col significato di "simile a un merlo", in riferimento all'aspetto di questi uccelli: il loro nome comune, invece, rappresenta un omaggio a George Such, che ne raccolse nel nord del Rio de Janeiro i due esemplari (poi andati perduti) utilizzati per la descrizione scientifica della specie.

## Descrizione

### Dimensioni
Misura 19-19,5 cm di lunghezza, per 65,7-76,7 g di peso.

### Aspetto
Si tratta di uccelli dall'aspetto paffuto e massiccio, muniti di testa arrotondata con becco sottile e appuntito, ali corte e arrotondate, zampe allungate e coda corta e squadrata.
Il piumaggio si presenta di colore bruno su testa, dorso e ali, con tendenza a schiarirsi su queste ultime, nonché sulla coda, anche in questo caso scurendosi: codione e sottocoda sfumano nel rossiccio (più chiaro e tendente all'arancio inferiormente), mentre sopracciglio, gola ed una banda a forma di mezzaluna sulla guancia sono di colore bianco. Di quest'ultimo colore sono anche la porzione centrale del petto e del ventre, mentre le aree laterali di queste due aree, oltre che i fianchi ed il basso ventre, presentano penne con base e area laterale di colore bruno, a dare un aspetto screziato.
Il becco è nerastro, mentre le zampe sono di color carnicino: gli occhi sono di colore bruno scuro.

## Biologia
Si tratta di uccelli diurni e tendenzialmente solitari, che si muovono quasi esclusivamente al suolo, pronti a rifugiarsi nel folto della vegetazione al minimo segnale di pericolo.
Il richiamo del tordo formichiero di Such consiste in un'insolitamente lunga (20-40 secondi) sequenza di singole note fischianti e ascendenti (1,2–1,8 kHz).

### Alimentazione
Sebbene la dieta di questi animali rimanga in larga parte sconosciuta, essa molto verosimilmente si basa principalmente su insetti ed altri piccoli artropodi rinvenuti al suolo.

### Riproduzione
Mancano informazioni riguardo alla riproduzione di questi uccelli, tuttavia si ha motivo di ritenere che essa non differisca in maniera significativa, per modalità e tempistica, da quanto osservabile nelle specie congeneri.

## Distribuzione e habitat
Il tordo formichiero di Such è endemico del Brasile, del quale popola la fascia costiera della regione sud-orientale, dall'area di confine fra Minas Gerais ed Espírito Santo a sud fino al nord-est del Santa Catarina: popolazioni isolate di questi uccelli sono presenti anche nella porzione costiera centrale del Bahia.
L'habitat di questi uccelli è rappresentato dalla mata atlantica collinare e montana e dalle aree più aperte nelle immediate circostanze di essa, fra i 200 ed i 1550 m di quota.